# Gesù nell'islam

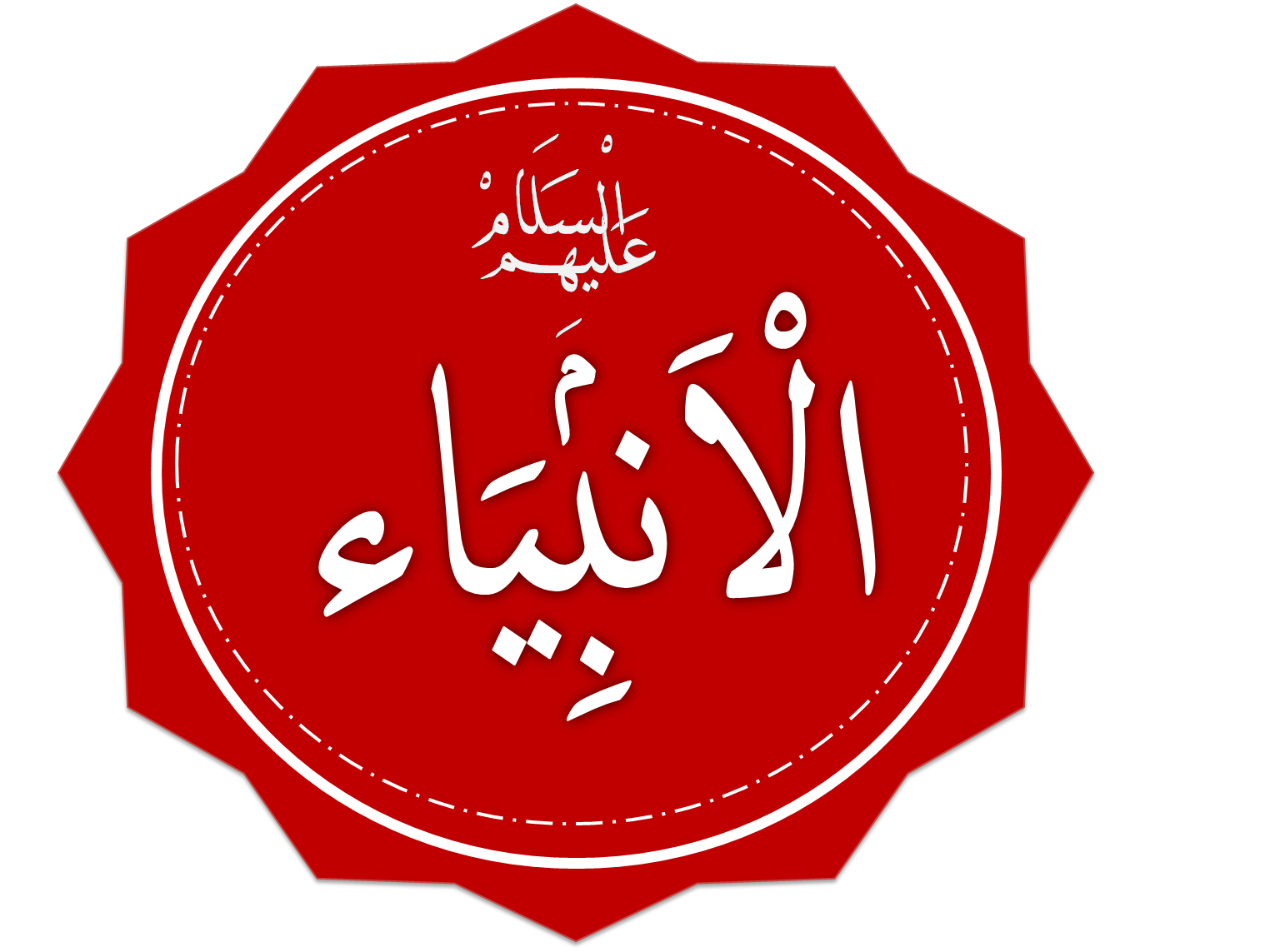
al-Anbiyāʾ; i profeti (Sura XXI)

Nell'Islam, la figura che corrisponde a Gesù è chiamata ʿĪsā, ʿĪssā. Mentre nel cristianesimo Gesù è considerato come Parola di Dio e la Sua incarnazione, nell'islam la Parola di Dio in senso proprio è il Corano e ʿĪsā è un profeta che prepara la venuta di Maometto, il sigillo dei profeti. Talvolta nel Corano si citano alcuni attributi tradizionali cristiani in riferimento a ʿĪsā, come messia, verbo e spirito, ma tali termini non sono intesi nel significato tradizionale cristiano.
Nel Corano inoltre viene esplicitamente criticato il dogma cristiano della Trinità e Unità di Dio, sebbene in termini non corrispondenti al dogma ortodosso.
Nell'Islam, Gesù è considerato un profeta al pari di Muḥammad.
Tradizionalmente la menzione di ʿĪsā viene sempre accompagnata dall'eulogia "Su di lui la pace [di Allah])" (in arabo ʿalayhi al-salām), simile all'eulogia impiegata per il profeta Maometto (ṣallā Allāhu ʿalayhi wa-sallama, cioè "Dio lo benedica e gli dia pace"). Gesù è menzionato diverse volte nel Corano oltre che nella tradizione islamica, con il nome di "Gesù figlio di Maria" (in arabo عيسى ﺑﻦ ﻣﺮﻳﻢ‎?, ʿĪsā ibn Maryam). Il Corano si riferisce a Gesù con la formula "il messaggero di Dio" o "la parola di Dio" oltre che il Messia e il figlio di Maria. 
Secondo la tradizione messianica islamica, Gesù tornerà sulla Terra dopo il Mahdi alla fine dei tempi, annunciando lo yawm al-dīn, ovvero il giorno del giudizio finale, e si afferma che egli apparirà lì dove si erge il "minareto di Gesù" (manār ʿĪsà) della moschea degli Omayyadi di Damasco.

## Confronto fra tradizione islamica e cristiana

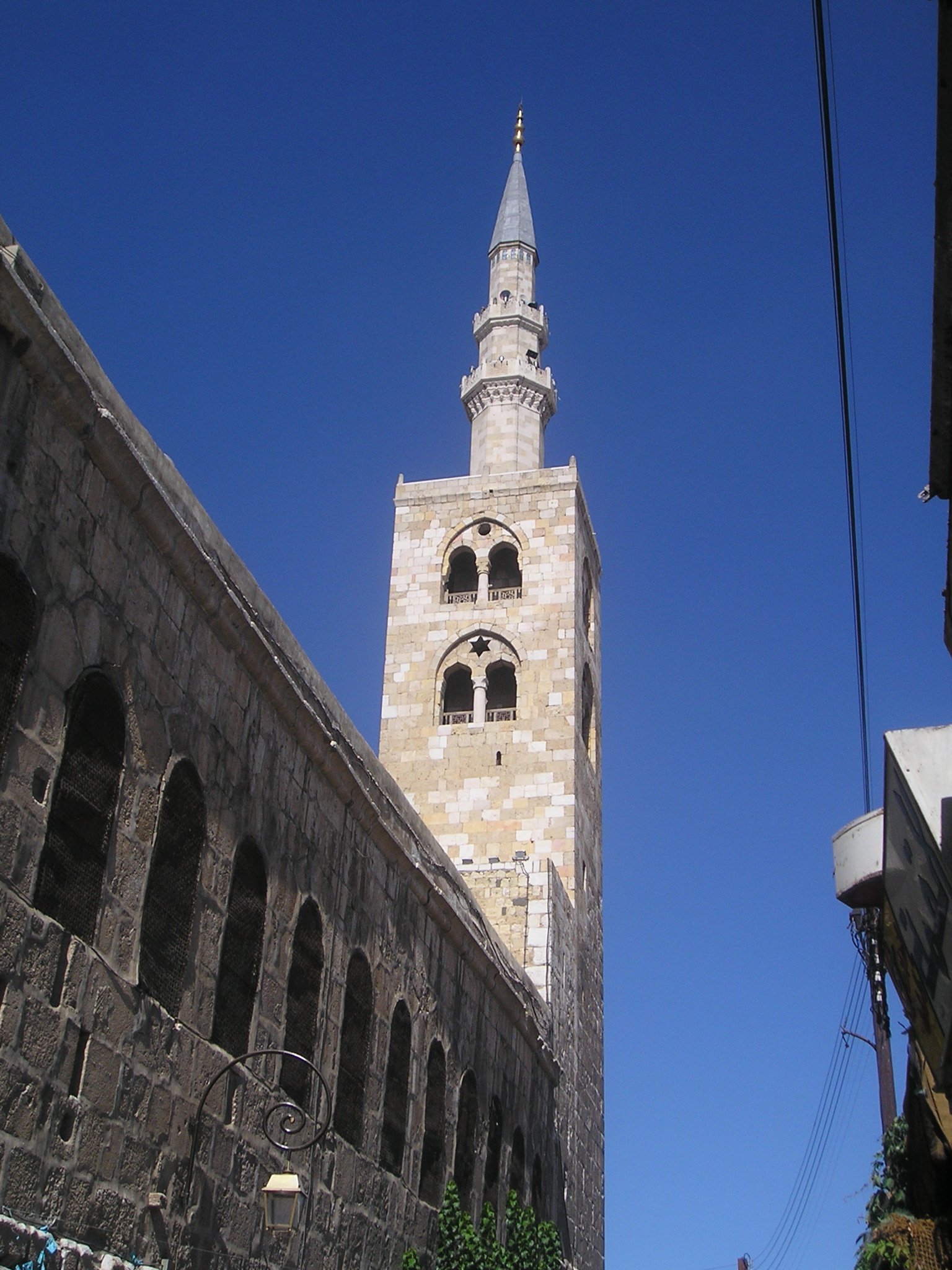
Il minareto di Gesù della moschea degli Omayyadi a Damasco

Ci sono alcune somiglianze con i racconti evangelici, e molte di più se ne trovano con i vangeli Apocrifi del Nuovo Testamento (in particolare col Protovangelo di Giacomo, il Vangelo dello pseudo-Matteo e i Vangeli dell'infanzia), ma vi sono anche numerose differenze rispetto alla narrazione cristiana degli eventi riguardanti la figura di Gesù: questi nell'islam non è il figlio di Dio, tantomeno Dio egli stesso, ma un profeta che ha preparato la venuta di Maometto:
(Cor., V:17)

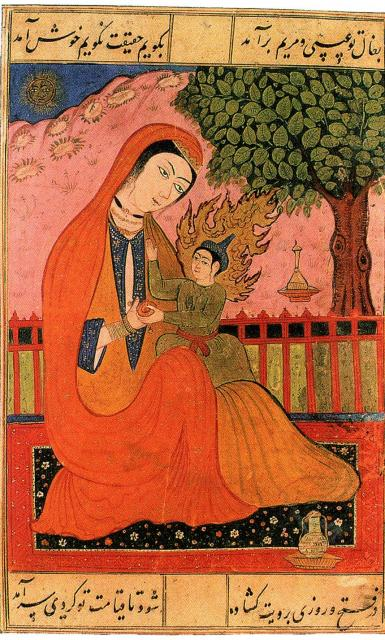
Gesù e Maria raffigurati in un'antica miniatura persiana.

Questo per ribadire che Allah (essere assoluto e immateriale) non ha concepito "fisicamente" Gesù e che non si tratta egli stesso di Dio incarnato. 
Infatti Gesù è stato creato senza padre al pari di Adamo e questo non è impossibile per Allah, dato che Egli ha potere su tutte le cose, così come sulla vita e sulla morte delle persone.
Nel Corano Gesù è inteso come essere umano e come profeta, per importanza secondo solamente a Maometto, il sigillo dei profeti (Corano 2,87.136.253; 3,45; 4,171; 5,75; 57,27; 61,6). Secondo la tradizione islamica, il Corano resta la prima rivelazione di Allah e il primo testo sacro di riferimento, alla luce del quale viene interpretata anche la rivelazione biblica. Le differenze storiche e teologiche emergono ad esempio in merito alla morte in croce, alla Resurrezione e all'Ascensione di Gesù al cielo.

Gesù Cristo è definito uno dei Masīh, parola araba equivalente dell'ebraico Mašīaḥ, che significa Messia, l'Unto, uno dei nomi tradizionali di Gesù nell'Islam, inteso come "purificato", "rivestito" di una particolare autorità spirituale da Allah. Egli è anche chiamato uno dei più vicini, espressione frequente nel Corano per intendere le creature che sono più prossime ad Allah nella vita terrena e ultraterrena:
46. Dalla culla parlerà alle genti, e nell'età adulta sarà tra gli uomini devoti.

47. Ella disse: <<Come potrei avere un bambino se mai un uomo mi ha toccata?>>. Disse: <<È così che Allah crea ciò che vuole: quando decide una cosa, dice solo "Sii" e la cosa è. 

48. E Allah gli insegnerà il Libro e la saggezza, la Torâh e l'Ingîl.

49. E [ne farà] un messaggero per i figli di Israele, che dirà loro: "In verità vi reco un segno da parte del vostro Signore. Plasmo per voi un simulacro di uccello nella creta e poi vi soffio sopra, e con il permesso di Allah, diventa un uccello. E per volontà di Allah, guarisco il cieco e il lebbroso, e resuscito il morto. E vi informo di quel che mangiate e che accumulate nelle vostre case. Certamente in ciò vi è un segno se siete credenti!

50. Sono stato mandato a confermarvi la Torah e a rendervi lecito qualcosa che vi era stata vietata. Sono venuto a voi con un segno da parte del vostro Signore. Temete dunque Allah ed obbeditemi. 

51. In verità Allah è il mio e vostro Signore. AdorateLo dunque: ecco la retta via>>»
(Corano, Sura III (La famiglia di 'imran), vv. 45-51)
Il Corano accetta i principali miracoli di Gesù, inclusa la resurrezione altrui dai morti, puntualizzando che avvengono per volere di Allah, che è anche il suo Signore. Gesù non è chiamato né Dio né Figlio di Dio, ma figlio di Maria Vergine, creato da Allah:
(Corano, Sura III, v. 59)
 Gesù nell'islam ha una posizione simile a quella dell'eterodossa cristologia adozionista in quanto creatura speciale di Dio chiamata da lui ad una missione particolare, ma né coeterno, né consustanziale, né tanto meno parte della trinità (che nell'islam non esiste): Gesù è una creatura di Dio nell'islam.
Diversamente dal Credo niceno-costantinopolitano proclamato dai cristiani, Gesù non sarebbe coeterno a Dio, dal Padre generato prima di tutti i secoli, ma una creatura umana creata dal nulla e pur concepita nel grembo di Maria Vergine in un certo tempo della storia, con il compito di confermare la Legge enunciata nell'Antico Testamento. Se Adamo ed Eva non ebbero genitori, Gesù fu loro simile in quanto non ebbe padre (genetico). 

Inoltre, secondo un'interpretazione dell'Islam, egli non morì in croce e quindi nemmeno fu resuscitato da Dio, ma ascese direttamente al cielo, assunto in Paradiso e al cospetto di Allah in anima e corpo (III,55: "O Gesù, ti porrò un termine e ti eleverò a me, e ti purificherò dai miscredenti").

L'Islam non conosce i dogmi tipicamente cristiani della Trinità e dell'Incarnazione, e molti passi del Corano mettono in guardia da queste dottrine, considerate empie e false, per ribadire che Dio è uno e uno solo, ed è assolutamente trascendente rispetto all'umanità.
Riguardo al puro monoteismo, il Corano afferma:
(Cor., CXII:1-4)
(Cor. IV 17)
(Cor. VI 101)
 Ciononostante, viene accettata la sua miracolosa "nascita virginale" da Maria (in lingua araba Maryam), cui è dedicato spazio non esiguo sul Corano:
- O mio Signore! - rispose Maria - Come avrò mai un figlio se non m'ha toccata alcun uomo?

Rispose l'angelo: - Eppure Allah crea ciò ch'Egli vuole: allorché ha deciso una cosa non ha che da dire: "Sii!" ed essa è.»
(Cor., III:42, 45, 47)
Anche la sua grande sapienza e i suoi numerosi miracoli (karamāt), sono attribuiti dall'islam alla volontà di Allāh.
Altri riferimenti si trovano nelle sure: V 17-72 75, X 68-69, XIX 88-92, XXII 26-29, XXV 1-2, XXXIX 4, XIII 82-83. 

Si nega invece la morte in croce di Gesù e la sua resurrezione:
(Cor., IV:157-158)
L'idea che Cristo non sia stato realmente crocifisso (in qualche modo assimilabile all'eresia cristiana del docetismo), e che il supplizio non sia stato in realtà da lui subito, potrebbe essere frutto di un'influenza dello gnosticismo, anche se la figura del "Gesù-profeta" dell'islam non dà adito a discussioni articolate e complesse sulla propria natura e riveste comunque importanza minore rispetto al cristianesimo che vede invece nella morte di Gesù il cardine della Salvezza ("Principio della Soddisfazione Vicaria"). L'argomento sull'apparente ma non reale crocifissione di Gesù viene letto nell'islam secondo diverse interpretazioni: vi è chi sostiene che esso debba essere vissuto in termini teologici e simbolici, non storici, per cui l'argomento stesso sottolinea l'impossibilità per l'uomo di uccidere la "Parola di Dio", che è sempre "eterna e vittoriosa", ma vi è invece chi sottolinea come la narrazione dei Vangeli contenga  imprecisioni, errori e contraddizioni, per cui il supplizio inferto alla figura di Gesù narrato dai testi cristiani viene considerato un falso storico.
Anche la Trinità è negata dall'islam:
(Cor., IV:171)
Il nome ʿĪsā, nell'onomastica araba, è retaggio derivante dal Siriaco Yeshūʿ, a sua volta proveniente dall'Ebraico Yeshuaʿ. Gli arabi cristiani chiamano Gesù "Yasū`" (يسوع), e normalmente non lo usano come nome di persona.

## Gesù in India
Il movimento islamico degli Ahmadi di Qādyān e anche quello di Lahore, in India - considerato eretico dalla maggioranza dell'islam - sostiene che Gesù non sarebbe morto in croce, ma sarebbe sopravvissuto alla crocifissione e fuggito dalla Palestina verso l'India, dove avrebbe vissuto ancora per molti anni fino a morire di vecchiaia (all'età di 120 anni) a Srinagar, nel Kashmir: qui si trova infatti il santuario di Roza Bal tradizionalmente indicato dagli Ahmadiyya come «la tomba di ‘Īs» (nome simile a quello con il quale i musulmani chiamano Gesù, ʿĪsā ibn Maryam), il luogo dove si trovano le spoglie mortali di Yuz Asaf (nome indiano buddista), il profeta venuto dall'occidente.
Tale ipotesi è stata ripresa e divulgata in occidente in tempi relativamente recenti dagli scritti dell'ufologo Andreas Faber-Kaiser. Questi si rifaceva, a sua volta, al contenuto di un preteso e mai mostrato manoscritto tibetano (che dunque con l'islam non ha nulla a che fare), che il giornalista russo Nicolas Notovitch aveva riportato nel libro La vie inconnue de Jesus Christ ("La vita sconosciuta di Gesù Cristo"), pubblicato in lingua francese nel 1894. In tale manoscritto sarebbe stata contenuta la narrazione della vita di Gesù in Tibet. Notovich affermava di aver ricevuto il manoscritto dalle mani del superiore del monastero di Hemis nel Ladakh indiano ma, alle richieste degli studiosi occidentali, il superiore affermò di non aver mai incontrato Notovich, e lo denunciò come mentitore. Il manoscritto, non è mai stato visto né mostrato a nessuno. Della confutazione delle affermazioni di Notovich si occuparono, all'epoca, il teologo statunitense Edgar J. Goodspeed, l'orientalista tedesco Max Müller e l'inglese James Archibald Douglas (Sheffield,  1866), che fu il primo docente di Lingua inglese e di Storia nel Government College di Agra.
La tesi di Gesù morto in India è sostenuta anche da Omraam Mikhaël Aïvanhov e, secondo il Paramhansa Yogananda, Gesù sarebbe vissuto in India dai 13 ai 30 anni circa (anni di cui i Vangeli non parlano), benché entrambi i maestri spirituali si limitino a citarla senza approfondire l'argomento.

## I miracoli di Gesù
Nella tradizione islamica, Gesù è considerato, tra tutti i profeti, quello cui si attribuiscono i miracoli più grandi e spettacolari, connessi in particolare col dare la vita a oggetti inanimati o col ridarla a persone defunte. A questi miracoli accenna già lo stesso Corano, il quale è molto influenzato dai racconti narrati nei vangeli apocrifi:
(Cor., V:110)
Questa "caratteristica" di Gesù nell'islam ha fatto sì che intorno alla sua figura si costituissero numerose leggende di tradizione popolare, o semi-dotta, incentrate su miracolose resurrezioni da lui operate. Un esempio è la "leggenda di Gesù ed il teschio", in cui si narra come Gesù, imbattendosi in un teschio umano, lo avrebbe dapprima animato, rendendolo capace di rispondere alle sue domande. Appreso che si trattava di un sovrano, ai suoi tempi potentissimo e temuto ma miscredente e perciò condannato alle pene dell'inferno, avrebbe allora riportato in vita l’uomo a cui il teschio apparteneva, che si sarebbe convertito all'islam e avrebbe condotto una vita di santità, riuscendo così a sfuggire al castigo infernale.